# لايتون فيليبس
لايتون فيليبس (بالإنجليزية: Leighton Phillips)‏ هو لاعب كرة قدم بريطاني في مركز الدفاع، ولد في 26 سبتمبر 1949 في نيث ‏ في المملكة المتحدة. شارك مع منتخب ويلز لكرة القدم. أما مع النوادي، فقد لعب مع أستون فيلا وتشارلتون أثلتيك وسوانزي سيتي وكارديف سيتي ونادي إكزتر سيتي.